# 双墩站 (合肥市)
双墩站位于中华人民共和国安徽省合肥市长丰县泉河路与阜阳北路交叉口地下，是合肥轨道交通8号线的地铁车站，工程站名泉河路站。